# Dubiepeira neptunina
Dubiepeira neptunina is een spinnensoort in de taxonomische indeling van de wielwebspinnen (Araneidae).
Het dier behoort tot het geslacht Dubiepeira. De wetenschappelijke naam van de soort werd voor het eerst geldig gepubliceerd in 1948 door Cândido Firmino de Mello-Leitão.